# Dollar for the Dead
Dollar for the Dead (Brasil: A Vida por um Dolar / Portugal: Um Dolar pela Vida) é um telefilme de 1998, do gênero western. O filme é escrito e dirigido por Gene Quintano e estrelado por Emilio Estevez. É o terceiro filme  do gênero western, estrelado por Estevez.

## Elenco
- Emilio Estevez ... Cowboy
- William Forsythe ... Dooley
- Joaquim de Almeida ... Friar Ramon
- Jonathan Banks ... Col. Skinner
- Howie Long ... Reager
- Ed Lauter ... Jacob Colby
- Lance Kinsey ... Tracker
- Jordi Mollà ... Capitão Federale